# Gewiss (wielerploeg)
Gewiss was een Italiaanse wielerploeg in de jaren 90.

## Historiek
Bij de oprichting in 1993 werd de ploeg gesponsord door het bedrijf Mecair en door de Italiaanse garagedeurenfabrikant Ballan. Het Italiaanse elektrotechnische bedrijf Gewiss verving Mecair in 1994, nadat het van 1987 tot 1989 al hoofdsponsor was geweest van Gewiss-Bianchi. In 1996 werd de plaats van Ballan op zijn beurt ingenomen door het Gewiss-merk Playbus. Ook al veranderde de sponsor en daardoor de naam van de ploeg een aantal keer, de ploeg bleef door de jaren heen grotendeels hetzelfde. Ploegleiders Emanuele Bombini en Paolo Rosola en wielervedetten Jevgeni Berzin, Nicola Minali en Pjotr Oegroemov bleven gedurende het hele vierjarige bestaan trouw aan de wielerploeg.
In de jaren dat de ploeg bestond werden grote successen behaald. De ploeg staat bekend als de eerste wielerploeg waar structureel en georganiseerd epo werd gebruikt. Een van de ploegdokters was Michele Ferrari, die het gebruik van epo vergeleek met het drinken van sinaasappelsap. Waarschijnlijk hadden ze op het vlak van medische begeleiding heel wat voorsprong op andere teams in die tijd. Het bezetten van het volledige podium in de Waalse Pijl van 1994 en het feit dat sommige renners bij andere ploegen nooit een vergelijkbaar niveau hebben gehaald of in verband zijn gebracht met dopinggebruik ondersteunt deze stelling. De bekendste renners voor wie dat geldt zijn Jevgeni Berzin, Giorgio Furlan. Een Bjarne Riis zou successen behalen met deze ploeg en later ook bij Team Telekom.

## Bekende wielrenners
Enkele bekende renners van Gewiss-Ballan waren:
- Moreno Argentin (1993-1994)
- Jevgeni Berzin (1993-1996)
- Vladislav Bobrik (1993-1996)
- Guido Bontempi (1994-1995)
- Bruno Cenghialta (1994-1996)
- Gabriele Colombo (1994-1996)
- Giorgio Furlan (1994-1995)
- Ivan Gotti (1995-1996)
- Andreas Kappes (1993)
- Nicola Minali (1993-1996)
- Bjarne Riis (1994-1995)
- Pjotr Oegroemov (1993-1996)
- Stefano Zanini (1995-1996)

## Belangrijkste overwinningen
1993
- Zesdaagse van Stuttgart (Kappes)
- 2 etappes Ronde van Italië (Argentin)

1994:
- Milaan-San Remo (Furlan)
- Eindklassement en 3 etappes Tirreno-Adriatico (Furlan)
- Waalse Pijl (Argentin)
- Luik-Bastenaken-Luik (Berzin)
- Ronde van Italië (Berzin)
- 2 etappes en tweede plaats in eindklassement Ronde van Frankrijk (Oegroemov)
- Ronde van Lombardije (Bobrik)

1995
- Parijs-Tours (Minali)
- Deens kampioenschap op de weg (Riis)
- 4 etappes en eindklassement Ronde van Denemarken (Minali 3 etappes, Riis 1 etappe en eindklassement)

1996
- Amstel Gold Race (Zanini)
- Paris-Tours (Minali)
- Milaan-San Remo (Colombo)